# Salas Altas
Salas Altas è un comune spagnolo di 308 abitanti situato nella comunità autonoma dell'Aragona.

Fa parte della comarca del Somontano de Barbastro.